# Abbotsford
Abbotsford er en by i British Columbia i Canada beliggende ca. 60 km øst for Vancouver. Abbotsford er British Columbias femtestørste by med 153.524(2021) indbyggere. Abbotsfords største erhverv er landbrug. Abbotsford ligger på sydsiden af Fraserfloden i en dal, som er kendt som Fraser Valley. Luftforurening har været et stort problem i området, fordi forureningen fra Vancouver hænger mellem bjergene ved Abbotsford.
De rige bor i Eagle Mountain området i den østligste del af byen, hvor der har været en voldsom vækst i perioden 2000-2012. Den vestlige del er primært beboet af indvandrere fra Punjab.
Den gamle del af Abbotsford er fra ca. 1900, og her er mange af de gamle bygninger velbevaret. I denne del af byen holder de mange prostituerede til, og der er også åbenlys handel med hash og "meth".
Abbotsford er kendt for at være den by i Canada med flest biltyverier og har også igennem i årrække været den by med flest mord per indbygger. Det er dog faldet helt ned til 0 i 2011.
Turismen er vokset meget i de sidste par år i Abbotsford. Abbotsfords lufthavn er et billigt alternativ til Vancouvers lufthavn.